# São Francisco (Minas Gerais)
São Francisco è un comune del Brasile nello Stato del Minas Gerais, parte della mesoregione del Norte de Minas e della microregione di Januária.